# Жайдарколь
Жайдарколь (каз. Жайдаркөл) — озеро в Алтынсаринском районе Костанайской области Казахстана. Находится в 6 км к северо-западу от села Кубековка.
По данным топографической съёмки 1944 года, площадь поверхности озера составляет 1,22 км². Наибольшая длина озера — 1,9 км, наибольшая ширина — 1,2 км. Длина береговой линии составляет 5,1 км, развитие береговой линии — 1,3. Озеро расположено на высоте 189,2 м над уровнем моря.